# Luka Bilobrk
Luka Bilobrk (* 8. Dezember 1985 in Travnik, SFR Jugoslawien) ist ein ehemaliger bosnisch-kroatischer Fußballtorwart, der seit seinem Karriereende als Aktiver als Fußballtrainer tätig ist.

## Karriere
Bilobrk spielte zunächst beim NK Travnik. Im Januar 2008 wechselte er nach Kroatien zum Drittligisten NK Bjelovar. Zur Saison 2008/09 schloss er sich dem NK Križevci an. Im Januar 2009 kehrte er nach Bosnien zurück und wechselte zum Erstligisten NK Čelik Zenica. In der Saison 2009/10 kam er in allen 30 Spielen von Zenica in der Premijer Liga zum Einsatz. In der Saison 2010/11 kam er zu 28 Einsätzen.
Zur Saison 2011/12 schloss er sich dem Ligakonkurrenten NK Široki Brijeg an. In seiner ersten Spielzeit in Široki Brijeg kam er zu 29 Einsätzen und wurde mit seinem Verein Vizemeister. Dadurch nahm er in der darauffolgenden Saison erstmals in seiner Karriere an internationalen Spielen teil: Široki Brijeg stieg in der Qualifikation zur UEFA Europa League in der zweiten Runde ein, scheiterte allerdings prompt an St Patrick’s Athletic. In der Liga kam Bilobrk in der Saison 2012/13 zu 27 Einsätzen und wurde mit seinem Verein Sechster. Als Pokalsieger nahm man allerdings erneut an der Europa-League-Quali teil. Diesmal erreichte man nach einem Zweitrundensieg gegen Ertis Pawlodar die dritte Runde, in der man aber Udinese Calcio unterlag. Bilobrk absolvierte alle vier internationalen Spiele. In der Saison 2013/14 verlor er nach dem elften Spieltag seinen Stammplatz an Antonio Soldo und kam so nur zu zwölf Saisoneinsätzen.
Široki Brijeg wurde 2013/14 wieder Vizemeister und nahm so abermals am Europacup teil, nach einem Erstrundensieg gegen den FK Qəbələ scheiterte man in Runde zwei am FK Mladá Boleslav. Bilobrk kam diesmal nur im Erstrundenhinspiel zum Einsatz. In der Liga gab es in der Saison 2014/15 wieder kein Vorbeikommen an Soldo und blieb er ohne Saisoneinsatz. Ohne ihn verpasste der Verein als Vierter die Qualifikation für das internationale Geschäft. In der Saison 2015/16 kam er abermals nicht an Soldo vorbei und kam nur zu einem Saisoneinsatz. 2015/16 gelang dem Verein als Dritter wieder der Sprung auf einen internationalen Startplatz. Diesmal unterlagen die Bosnier allerdings bereits in der ersten Runde dem FC Birkirkara, Bilobrk blieb gegen die Malteser auf der Bank. In der Saison 2016/17 konnte er im Saisonfinish Soldo auf die Bank verdrängen und kam so zu neun Ligaeinsätzen. Široki Brijeg beendete die Spielzeit zwar nur als Siebter, gewann allerdings den Cup und nahm so abermals am Europacup teil. Nachdem Soldo den Verein nach der Saison 2016/17 verlassen hatte, war Bilobrk wieder im Tor des Vereins gesetzt. In der Europa-League-Quali besiegte man in der ersten Runde Ordabassy Schymkent, scheiterte aber in der zweiten Runde am FC Aberdeen. Er kam in allen vier Spielen der Bosnier zum Einsatz; in der Liga spielte er in 24 Matches. In der Saison 2017/18 gelang ihm mit dem Verein als Vierter wieder über die Liga die Qualifikation für einen Europacup-Platz. 2018/19 unterlag man aber bereits in der ersten Runde dem NK Domžale. In der Liga kam Bilobrk in jener Spielzeit zu 27 Einsätzen.
Nach insgesamt 129 Ligaeinsätzen, 13 internationalen Spielen und zwei Cup-Titeln verließ Bilobrk den Verein nach der Saison 2018/19 nach acht Spielzeiten und wechselte zum Ligakonkurrenten FK Radnik Bijeljina. Für Radnik Bijeljina absolvierte er 18 Spiele in der Premijer Liga in der Saison 2019/20. Zur Saison 2020/21 wechselte er zum österreichischen Zweitligisten SV Horn. Für Horn kam er zu 13 Einsätzen in der 2. Liga. Nach einem halben Jahr verließ er die Niederösterreicher jedoch im Januar 2021 wieder. Daraufhin kehrte er im Februar 2021 nach Bijeljina zurück.
Im Frühjahr 2024 war er kurzzeitig als Trainer des NK Kustošija, verließ den Verein jedoch nach drei Monaten wieder und wurde Trainer des NK Marsonia Slavonski Brod.

## Erfolge
NK Široki Brijeg
- Bosnischer Pokalsieger: 2012/13, 2016/17